# Krustpils (novads)
Krustpils (łot.: Krustpils novads) – jeden z łotewskich novadsów, funkcjonujący w latach 2009–2021.

## Historia
Novads powstało na terenach należących przed 2009 do rejonu Jēkabpils.
W skład novadsu wchodziło sześć pagastsów: Atašiene, Krustpils, Kūkas, Mežāre, Varieši i Vīpe. Jego stolicą zostało Krustpils (część Jēkabpils; niewchodzące w skład novadsu).
Zlikwidowany w ramach reformy administracyjnej 30 czerwca 2021. Wszedł w całości w skład nowego novadsu Jēkabpils.